# USS LST-228
O USS LST-228 foi um navio de guerra norte-americano da classe LST que operou durante a Segunda Guerra Mundial.